# Catalogue d'étoiles zodiacales
Le Catalogue d'étoiles zodiacales est un catalogue d'étoiles répertoriant 515 étoiles observées par Nicolas-Louis de La Caille (ou Lacaille) entre septembre 1760 et mars 1762. Les coordonnées ont été réduites à l'époque B1765.0 par Jean-Sylvain Bailly et publiées par celui-ci, en 1763, dans les Éphémérides des mouvements célestes.